# La Industrial

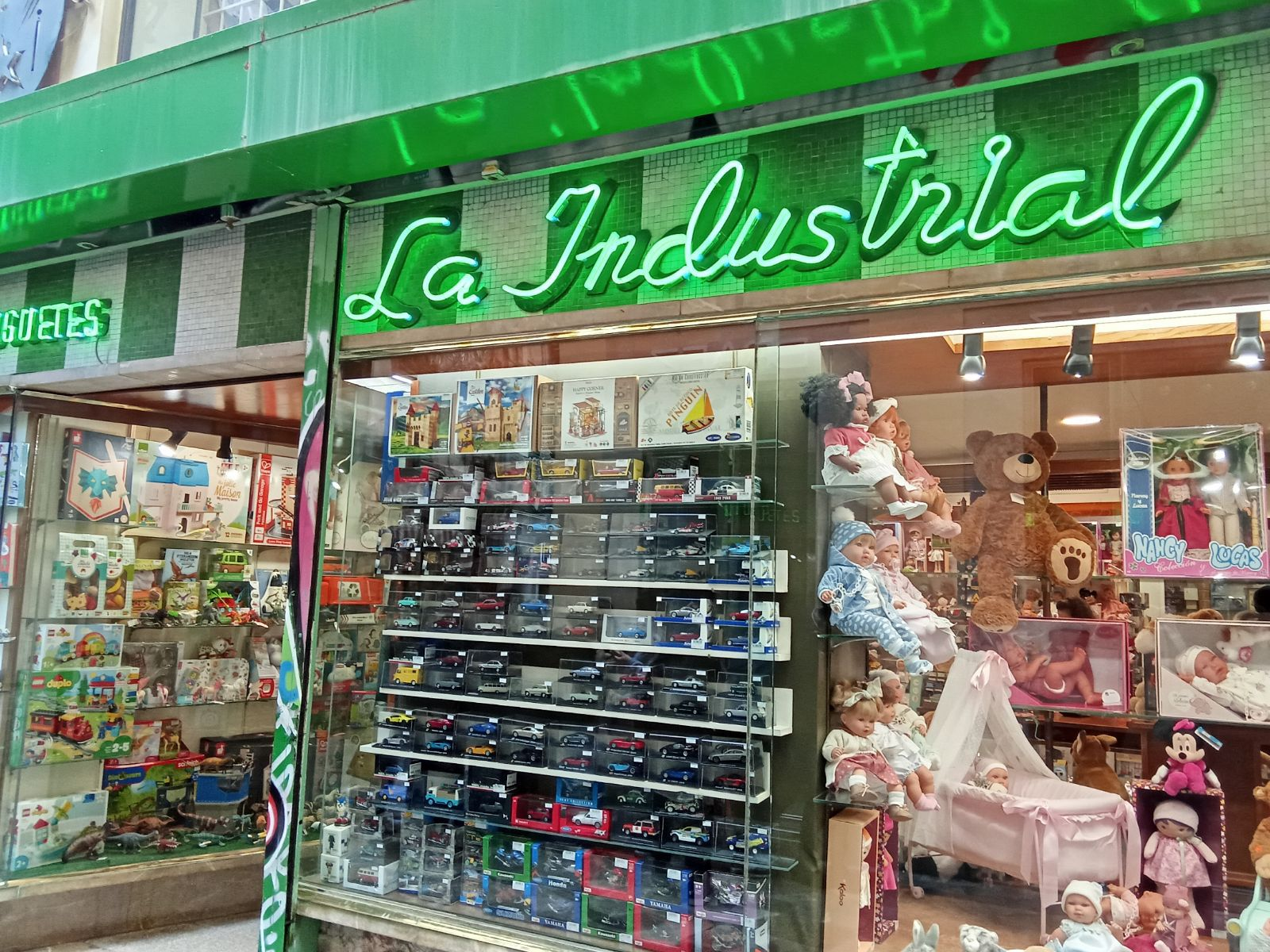
Façana de la Industrial

La Industrial és una de les darreres botigues de joguines tradicionals que queden a la ciutat de Palma. Ha sobreviscut a la Guerra Civil espanyola, a la postguerra, a la crisi del 1992 i a la del 2018. Pertany a la familia Aguiló. A dia d’avui, Neus Aguiló la regenta. És la tercera generació familiar.
Al 1929, Ferran Aguiló, va canviar la botiga, que ja al 1898 ja existia, al núm. 6 del carrer del Pas d’en Quint, Palma. Va deixar l’ofici d’argenter i va dedicar el nou espai a la venda d'objectes personal i de regal. Amb el temps passar de vendre gaiatos, petaques, ventais, jocs de cafè, corones de flors i altres objectes  a vendre gairebé jocs de taula i pepes clàssiques.
Durant la postguerra les joguines eren fetes per fusters i per Ferran Aguiló i la seva esposa, els vestits a les pepes. La Industrial forma part d’un conjunt de botigues tradicionals amb una estètica comuna i que es resinteixen a desaparèixer. Hi van arribar a treballar fins a setze persones en les campanyes de Nadal, a dia d’avui només són tres.

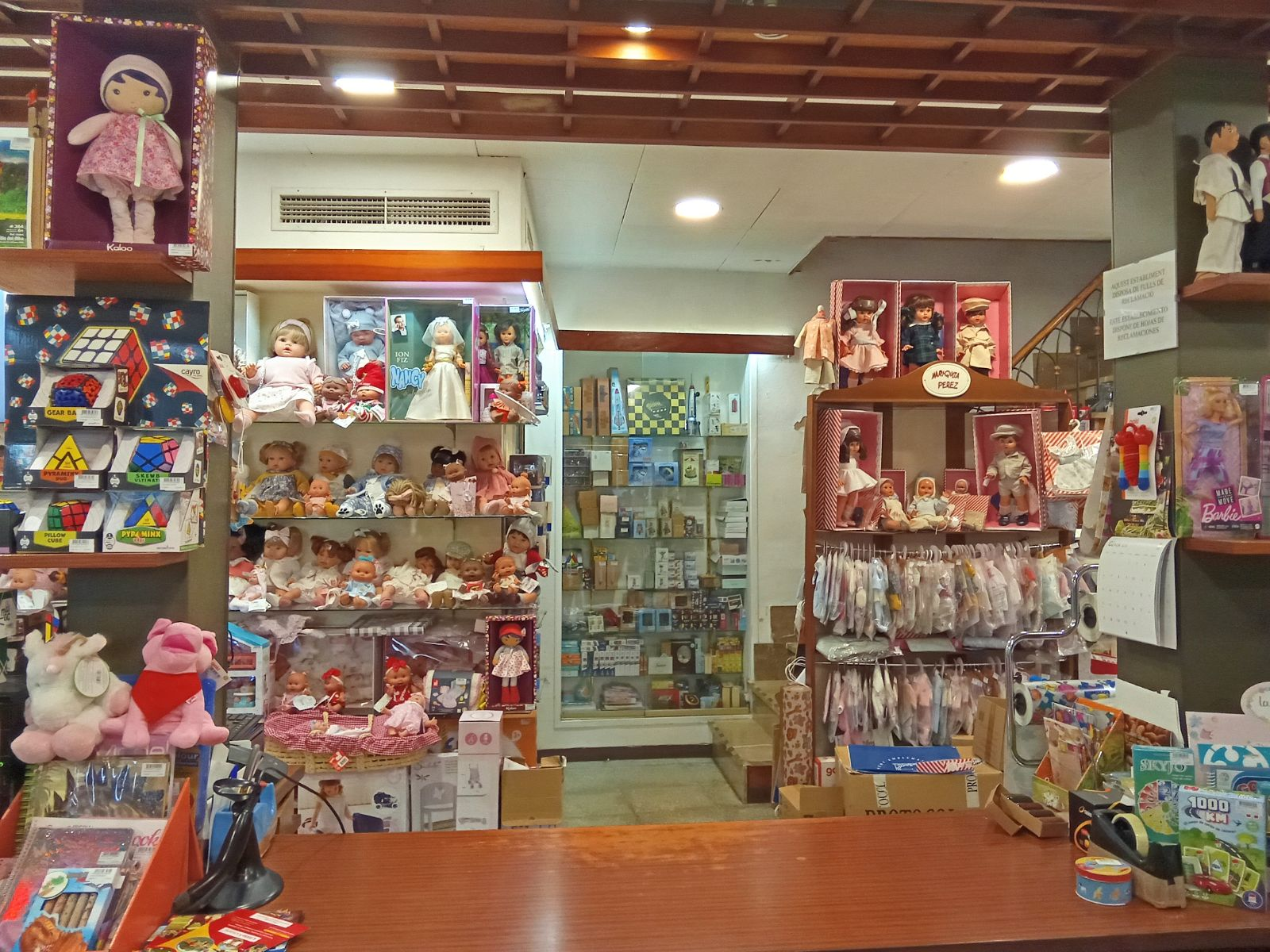
Mostrador de la Industrial

És coneguda pels aparadors que monten, especialment, per Nadal, cosa que converteix la botiga en una de les aturades obligades a Palma. La tradició i la modernitat es retroben cada any a la botigues de joguines més antiga de la Ciutat de Mallorca. Els nins i nines palmesans, quan tornen d’escola, queden bocabadats davant els vidres dels aparadors. Entre els clients cal destacar els mallorquins, que hi ha comprat sempre, i els estrangers.
La seva façana llueix un neó verd amb el seu nom i a l’interior de la botiga hi poden trobar prestatgeries i mobles de fusta amb temàtica dels anys 60 i les joguines tradicionals.
El 24 de juliol de 2024 (resolució núm. 7460, Ajuntament de Palma) el manté com a Comerç Emblemàtic (categoria 1A) en l'aprovació del Catàleg d'establiments emblemàtics de 2024.